# Składy drużyn olimpijskich w piłce siatkowej kobiet 1968
Artykuł grupuje składy wszystkich reprezentacji narodowych w piłce siatkowej, które wystąpiły w turnieju siatkówki kobiet na Letnich Igrzyskach Olimpijskich w 1968 roku w Meksyku.

## Składy drużyn
| Numer | Imię i nazwisko  |
| ----- | ---------------- |
| 1     | Setsuko Yoshida  |
| 2     | Suzue Takayama   |
| 3     | Toyoko Iwahara   |
| 4     | Yukiyo Kojima    |
| 5     | Sachiko Fukunaka |
| 6     | Kunie Shishikura |
| 7     | Setsuko Inoue    |
| 8     | Sumie Oinuma     |
| 9     | Keiko Hama       |

| Numer | Imię i nazwisko |
| ----- | --------------- |
| 1     | An Gyeong-ja    |
| 2     | Hwang Gyu-ok    |
| 3     | Kim Yeong-ja    |
| 4     | Kim Oe-sun      |
| 5     | Lee Eun-ok      |
| 6     | Lee Hyang-sim   |
| 7     | Mun Gyeong-suk  |
| 8     | Park Geum-suk   |
| 9     | Seo Hui-suk     |
| 10    | Yang Jin-su     |

| Numer | Imię i nazwisko         |
| ----- | ----------------------- |
| 1     | Krystyna Czajkowska     |
| 2     | Józefa Ledwig           |
| 3     | Krystyna Jakubowska     |
| 4     | Krystyna Krupa          |
| 5     | Zofia Szcześniewska     |
| 6     | Elżbieta Porzec         |
| 7     | Wanda Wiecha            |
| 8     | Lidia Chmielnicka-Żmuda |
| 9     | Barbara Hermel-Niemczyk |
| 10    | Halina Aszkiełowicz     |
| 11    | Jadwiga Marko-Książek   |
| 12    | Krystyna Ostromęcka     |

| Numer | Imię i nazwisko   |
| ----- | ----------------- |
| 1     | Olga Asato        |
| 2     | Irma Cordero      |
| 3     | Luisa Fuentes     |
| 4     | Esperanza Jimenez |
| 5     | Teresa Nuñez      |
| 6     | Ana Maria Ramirez |
| 7     | Aida Reyna        |
| 8     | Alicia Sanchez    |
| 9     | Norma Velarde     |

| Numer | Imię i nazwisko |
| ----- | --------------- |
| 1     | Patti Bright    |
| 2     | Kathryn Heck    |
| 3     | Fanny Hopeau    |
| 4     | Ninja Jorgensen |
| 5     | Laurie Lewis    |
| 6     | Micki McFadden  |
| 7     | Marilyn McReavy |
| 8     | Nancy Owen      |
| 9     | Barbara Perry   |
| 10    | Mary Perry      |
| 11    | Sharon Peterson |
| 12    | Jane Ward       |

| Numer | Imię i nazwisko       |
| ----- | --------------------- |
| 1     | Ludmiła Bułdakowa     |
| 2     | Ludmiła Michajłowska  |
| 3     | Wiera Łantratowa      |
| 4     | Wiera Gałuszka        |
| 5     | Tatjana Saryczewa     |
| 6     | Tatjana Poniajewa     |
| 7     | Nina Smolejewa        |
| 8     | Galina Leontjewa      |
| 9     | Inna Ryskal           |
| 10    | Roza Salichowa        |
| 11    | Walentina Winogradowa |

| Numer | Imię i nazwisko          |
| ----- | ------------------------ |
| 1     | Anna Mifkova             |
| 2     | Elena Polakova-Moskalova |
| 3     | Eva Široka               |
| 4     | Hana Vlasakova           |
| 5     | Hilda Mazurova           |
| 6     | Irena Ticha-Svobodova    |
| 7     | Jitka Senecka            |
| 8     | Julia Bendeova           |
| 9     | Karla Šaškova            |
| 10    | Paulina Štefkova         |
| 11    | Vera Hrabakova           |
| 12    | Vera Štruncova           |

| Numer | Imię i nazwisko  |
| ----- | ---------------- |
| 1     | Alicia Cardeñas  |
| 2     | Blanca Garcia    |
| 3     | Carolina Mendoza |
| 4     | Eloisa Cabada    |
| 5     | Gloria Casales   |
| 6     | Gloria Inzua     |
| 7     | Isabel Nogueira  |
| 8     | Maria Rodriguez  |
| 9     | Patricia Nava    |
| 10    | Rogelia Romo     |
| 11    | Trinidad Macias  |
| 12    | Yolanda Reynoso  |